# Sydvästra Tavastland
Sydvästra Tavastland (finska Lounais-Häme) är en icke administrativ region i Finland. Regionen ligger i den sydvästligaste delen av historiska landskapet Tavastland och består av de nuvarande städerna Forssa och Somero samt de nuvarande kommunerna Urdiala, Tammela, Jockis, Humppila och Ypäjä. Före detta kommuner i regionen är Koijärvi (numera en del av Forssa och Urdiala) och Somerniemi (numera en del av Somero). Av kommunerna i regionen tillhör Forssa, Tammela, Jockis, Humppila och Ypäjä det nuvarande landskapet Egentliga Tavastland medan Somero tillhör det nuvarande landskapet Egentliga Finland och Urdiala tillhör det nuvarande landskapet Birkaland.